# Indicatore statistico
Un indicatore statistico (o indice statistico) è una funzione di un insieme finito o infinito di valori.
In statistica si costruiscono per effettuare una sintesi dei dati.

## Descrizione
Nella ricerca sociale, si usano concetti generali, troppo astratti per poter essere utilizzati nella ricerca empirica; è necessario dunque operativizzare i concetti: da un concetto generale (per es. "benessere") bisogna scendere nella scala di astrazione, semplificandolo (per es."benessere nella condizione economica" o " benessere ambientale"etc.), così facendo se ne riduce la complessità, selezionandone alcuni aspetti più significativi, che sono legati al concetto di partenza da un rapporto di indicazione, in quanto ne sono indicatori.
È quindi necessario individuare, nell'ambito di ciascuno di essi, altri indicatori più concreti e più vicini alla realtà, scomponendoli in sotto-dimensioni (per es. "reddito"). In tal modo si ottengono le variabili, ultimo gradino della scala di astrazione, anch'esse indicatori del concetto generale. La modalità con cui si costruiscono le variabili è detta "definizione operativa".
Molto spesso le variabili che si usano a livello empirico derivano da un calcolo. Per es. per ottenere il reddito procapite è necessario dividere l'ammontare complessivo dei redditi di un comune per la popolazione stessa di quel comune. La scelta del reddito procapite piuttosto che ad esempio del reddito complessivo ci evidenzia la relatività della definizione operativa.
Il passaggio dal concetto generale all'indicatore specifico è sempre incompleto e parziale, perché un processo di semplificazione comporta  la perdita di una parte di informazione; ciò è ancora più evidente con concetti molto complessi per i quali bisogna ricorrere a più indicatori. Uno stesso concetto può essere ridotto ad indicatori diversi nell'ambito di indagini diverse e di contesti socio-culturali differenti. I diversi significati attribuibili a un indicatore inducono a considerare elastici i rapporti semantici tra concetti e livelli di generalità diversi.
Individuando uno o più indicatori, attraverso il rapporto di indicazione, che esprime, anche se parzialmente, il significato del concetto generale, si può commettere un errore: l'errore di indicazione è la non validità che può verificarsi proprio nel momento in cui si scelgono gli indicatori che esprimono in modo troppo parziale il concetto a cui si riferiscono, non coprendo così in maniera adeguata l'area semantica del concetto.
La validità si riferisce perciò alla correttezza della concettualizzazione. Il ricercatore può valutare la validità ripercorrendo il processo di scomposizione del concetto (convalida a vista o per contenuto), oppure convalidando per criterio, cioè individuando un altro indicatore dello stesso concetto e controllando se è congruente con quello oggetto di verifica. Questa è una convalida empirica mentre quella per contenuto e teorica; entrambe non consentono di misurare "quanto" un indicatore sia valido.
Gli errori che si possono compiere nella fase di definizione operativa riguardano l'attendibilità, ovvero sono errori che possono pregiudicare la capacità dei dati di riprodurre fedelmente le unità di analisi. Questo può avvenire: 
- usando liste di popolazione non aggiornate (errore di copertura)
- nel caso di rilevazioni parziali in cui, se si usa un campione non probabilistico, non si può risolvere l'errore (errori di campionamento)
- se i soggetti non rispondono (errore di non risposta)
- nel caso in cui sia il rilevatore a compiere l'errore in quanto non adeguatamente preparato
- nella modalità di raccolta (per es. le interviste tel. hanno ritmi serrati che potrebbero indurre a risposte poco attendibili)
- nel trattamento dei dati che vengono trasferiti in archivi elettronici

Dato che gli indicatori riguardano solo alcuni aspetti del concetto, attraverso un approccio sintetico finale, è possibile ricombinare le varie variabili per ricostruire così il concetto originario, ottenendo l'indice sintetico.
Nell'analisi secondaria, invece, l'operativizzazione del concetto è già stata effettuata ed è a partire dalle variabili che si risale la scala di astrazione. A volte le variabili vanno modificate per essere più adatte all'indagine.
[un indice non può essere definito indicatore fino a che non gli si attribuisce un referente concettuale nell'ambito della ricerca]
Anche le rappresentazioni grafiche in statistica sono metodi (grafici) di sintesi dei dati.

## Indicatori nella teoria statistica
Si distinguono in :
- indice di posizione: media, mediana, moda, quartile, quantile, ecc.
- indice di dispersione: varianza, deviazione standard, scarto interquartile, coefficiente di variazione, indice di eterogeneità, ecc.
- indice di concentrazione: indice di concentrazione di Gini, ecc.
- indice di diversità: indice di Shannon-Wiener, di Brillouin, di Simpson
- indice di correlazione: covarianza, ecc.
- indice di forma: indice di simmetria, curtosi.

## Indicatori nella statistica ufficiale
Nella varie branche della statistica si calcolano appositi indicatori, spesso definiti a livello internazionale.
In generale, ogni volta che un dato aggregato non rappresenta fedelmente il fenomeno osservato (perché limitato nel tempo, nello spazio o nella definizione dell'universo statistico) tale dato aggregato può essere considerato un indicatore del fenomeno che si desidera osservare.
Esempio: il dato "Popolazione residente al 31 dicembre 2004" è un indicatore del numero di persone abitanti stabilmente nel territorio, ma non rappresenta fedelmente il fenomeno in quanto ci sono ritardi nelle registrazioni, esclude le persone che non si fanno registrare dalle anagrafi, perché cambia ogni giorno, perché "stabilmente" è un concetto vago ovvero arbitrario, ecc.

### Elenco di indici, tassi, ecc. usati nella pratica
- Demografia
  - tasso
  - Tasso grezzo, tasso standardizzato
  - Tasso di mortalità, Tasso di natalità, Tasso di fecondità totale, Tasso di nuzialità
  - Piramide delle età, indice di vecchiaia, indice di sostituzione, indice di dipendenza
  - Tasso di immigrazione, Tasso di emigrazione, indice di mobilità
  - Popolazione residente, Popolazione presente
  - Tavola di mortalità (uno strumento che produce un insieme di indicatori demografici)
- Economia
  - Tasso d'inflazione
  - Prodotto interno lordo e altri aggregati della Contabilità Nazionale (vedasi Statistica economica)
- Mercato del lavoro
  - tasso di disoccupazione, tasso di occupazione, tasso di attività, ecc.
- Sanità, Epidemiologia
  - Tasso di morbosità
- Istruzione
  - Tasso di scolarità,
  - Tasso di maturità, Tasso di ripetenza,
  - Tasso di abbandono scolastico